# Leipijärvi (Janakkala, Egentliga Tavastland, Finland)
Leipijärvi eller Leipjärvi är en sjö i Finland. Den ligger i kommunen Janakkala i landskapet Egentliga Tavastland, i den södra delen av landet, 70 km norr om huvudstaden Helsingfors. Leipijärvi ligger 122 meter över havet. I omgivningarna runt Leipijärvi växer i huvudsak blandskog. Arean är 45,3 hektar och strandlinjen är 4,04 kilometer lång. Sjön  ingår i Kumo älvs huvudavrinningsområde. 